# هربرت یاردلی
هربرت آزبورن یاردلی (زاده ۱۳ آوریل ۱۸۸۹ - درگذشته ۷ اوت ۱۹۵۸) رمزنگار آمریکایی بود. او سازمان رمزنگاری اتاق سیاه را تأسیس و رهبری کرد. در زمان یاردلی، رمزنگاران اتاق سیاه آمریکا کدهای پیام‌های تیم دیپلماتیک ژاپن را شکستند و توانستند در طول کنفرانس نیروی دریایی واشینگتن در سال‌های ۱۹۲۱–۱۹۲۲، اطلاعات قابل توجهی را به مذاکره‌کنندگان آمریکایی ارائه دهند. او در ادامه به ناسیونالیست‌ها در چین (۱۹۳۸–۱۹۴۰) کمک کرد تا کدهای ژاپنی‌ها را بشکنند. یاردلی پس از کار خود در چین، برای مدت کوتاهی برای دولت کانادا کار کرد و به آن‌ها کمک کرد تا یک بخش رمزنگاری را در شورای تحقیقات ملی کانادا از ژوئن تا دسامبر ۱۹۴۱ راه‌اندازی کنند.

## اوایل زندگی
یاردلی در سال ۱۸۸۹ در منطقه ورتینگتون، ایالت ایندیانا به دنیا آمد. او طرز کار تلگراف در راه‌آهن را از پدرش رابرت کرکبراید یاردلی آموخت. زمانی که سیزده سال داشت، مادرش، مری اما آزبورن یاردلی درگذشت.
او پس از فارغ‌التحصیلی از دبیرستان در سال ۱۹۰۷، به دانشگاه شیکاگو رفت، اما پس از یک سال ترک تحصیل کرد و به ورتینگتون بازگشت و به عنوان کارمند تلگراف راه‌آهن مشغول به کار شد. او اوقات فراغت خود را صرف یادگیری بازی پوکر کرد و پول‌هایی را که از طریق بازی برنده می‌شد، صرف هزینه تحصیلات خود کرد. در سال ۱۹۱۲ پس از قبولی در آزمون خدمات کشوری ایالات متحده، به عنوان کارمند تلگراف دولتی استخدام شد. یاردلی کار خود را به عنوان منشی کد وزارت امورخارجه در ایالات متحده آغاز کرد. او در طول جنگ جهانی اول به عنوان افسر رمزنگاری با نیروهای اعزامی آمریکا در فرانسه خدمت کرد.

## رمزنگاری
هنگامی که یاردلی به عنوان یک منشی در اتاق کد وزارت امورخارجه آمریکا کار می‌کرد، توانست کدهای به کار رفته در پیام‌های محرمانه دولتی ایالات‌متحده را بشکند. کدهای آمریکایی در آن زمان بسیار ضعیف بودند و یاردلی توانست به راحتی آن‌ها را حل کند. او وقتی فهمید که رئیس‌جمهور ویلسون بیش از ده سال است که در پیام‌های خود از یک نماد واحد استفاده می‌کند، شوکه شد. کدهای ضعیف آمریکایی با توجه به جنگی که در اروپا جریان داشت، یاردلی را نگران کرد؛ بنابراین در مه ۱۹۱۶، او شروع به نوشتن برنامه‌ای صد صفحه‌ای تحت عنوان «رمزگشایی دیپلماسی آمریکایی» کرد که آن را به مقامات بالاتر ارائه کرد.
یاردلی توانست سرگرد رالف ون دیمان را متقاعد کند که باید اداره‌ای برای بررسی و شکستن کدهای به کار رفته در پیام‌های کشورهای دیگر تأسیس کرد؛ بنابراین بخش جدیدی در واحد اطلاعات نظامی ایجاد شد و در ژوئن ۱۹۱۷، یاردلی با درجه ستوان دوم رئیس بخش تازه تأسیس اطلاعات نظامی MI-8 شد. یکی از اولین عملیات‌های موفق این واحد، کشف رمز به کار رفته در لباس لوتار ویتزکه، جاسوس آلمانی بود که در مرز مکزیک در سال ۱۹۱۸ دستگیر شده بود.
یاردلی ثابت کرد که مدیر بسیار خوبی است و در طول جنگ تیم MI-8 به رهبری او عملکرد خوبی داشتند. پس از جنگ، ارتش آمریکا و وزارت امور خارجه تصمیم به تأمین مالی مشترک MI-8 گرفتند و یاردلی به عنوان رئیس دفتر رمز به کار خود ادامه داد. محدوده عملیات آن‌ها به دلایل قانونی به شهر نیویورک محدود شد. یکی از اولویت‌های اصلی آن‌ها هک کدهای ژاپنی بود. دیوید کان در این خصوص می‌گوید:
«مهم‌ترین هدف ما برای رمزنگاری ژاپن بود. خصومت این کشور با چین، سیاست درهای باز آمریکا را به خطر می‌انداخت. مهاجران ژاپنی خطر نژادپرستی در آمریکا را تشدید می‌کردند. رشد نیروی دریایی آن‌ها، قدرت نظامی آمریکا را در غرب اقیانوس آرام تهدید می‌کرد. گسترش فعالیت‌های تجاری آن‌ها سلطه آمریکا بر بازارهای خاور دور را تهدید می‌کرد.»
پس از نزدیک به یک سال، یاردلی و کارکنانش بالاخره کدهای ژاپنی را شکستند و هنوز در حال خواندن پیام‌های دیپلماتیک ژاپنی بودند که واشینگتن میزبان کنفرانس نیروی دریایی در سال ۱۹۲۱ شد. اطلاعاتی که یاردلی و تیمش از ژاپنی‌ها به هیئت مذاکره‌کننده آمریکایی ارائه دادند؛ منجر به این شد که در جریان مذاکرات، ژاپن پذیرفت که تعداد کشتی‌های جنگی آن‌ها در مقایسه با کشتی‌های جنگی آمریکا و بریتانیا، نسبت ۵:۳ داشته باشد. پیش از این نیروی دریایی ژاپن خواستار حضور کشتی‌های جنگی خود با نسبت ۱۰:۷ بود. این توافق به ژاپن اجازه داد تا تنها ۱۸ کشتی جنگی به جای ۲۱ کشتی مورد نظر خود داشته باشد. در حالی که ایالات متحده و بریتانیای کبیر هر کدام صاحب ۳۰ کشتی جنگی بودند. این موفقیت اوج فعالیت یاردلی در زمینه رمزنگاری بود.
پس از جنگ یاردلی بیشتر وقت خود را در نیویورک صرف فعالیت‌های غیر مرتبط با رمزنگاری کرد. در آن دوران جریان مکاتبات دیپلماتیک کاهش یافته بود، زیرا شرکت‌ها و سازمان‌های خصوصی تمایل کمتری به ارتباط مخفیانه با دولت داشتند. در واشینگتن، ویلیام فریدمن به‌طور فعال برای گسترش واحدهای رمزنگاری ارتش فعالیت می‌کرد و مجموعه این عوامل موجب شده بود که تیم یاردلی به مرور در حاشیه قرار بگیرند. تا اینکه هنری ال استیمسون وزیر امور خارجه هربرت هوور، بودجه دفتر رمز یاردلی را قطع و آن را تعطیل کرد. استیمسون از نظر اخلاقی با رمزنگاری در زمان صلح مخالف بود. او چندین گزارش از طرف تیم یاردلی دریافت کرد تا بتواند با مهارت‌های اتاق سیاه آشنا شود. اما استیمسون از فعالیت‌های آن‌ها شوکه شد و خطاب به آن‌ها گفت: «آقایان، نامه‌های یکدیگر را نخوانید». برخی بر این باورند که استیمسون از هک و رمزنگاری پیام‌های واتیکان توسط یاردلی و تیمش آزرده بود.

## اتاق سیاه آمریکایی
تشکیلات رمزنگاری یاردلی که با نام اتاق سیاه معروف بود؛ درهای خود را برای همیشه در ۳۱ اکتبر ۱۹۲۹، درست دو روز پس از سقوط بازار سهام آمریکا بست. مهارت یاردلی تقاضای چندانی در بازار کار آزاد نداشت و از طرفی به خاطر فعالیت‌های مخفیانه و محرمانه‌ای که در دوران خدمتش داشت، بازنشستگی دولتی به او تعلق نگرفت؛ بنابراین یاردلی برای گذران زندگی شروع به نوشتن خاطرات خود و ثبت وقایع دوران رمزنگاری‌اش کرد. خاطرات او در کتابی با عنوان اتاق سیاه آمریکایی، توسط بابز-مریل در سال ۱۹۳۱ منتشر شد. این کتاب تاریخچه اولین سازمان اطلاعاتی سیگنال‌های ارتباطی ایالات متحده را تشریح می‌کند و فعالیت‌های اطلاعاتی نظامی آمریکا را در طول جنگ جهانی اول و فعالیت اتاق سیاه یاردلی را در دهه ۱۹۲۰ شرح می‌دهد. همچنین این کتاب به اصول اولیه امنیت سیگنال‌ها پرداخت. کتاب یاردلی پس از انتشار بلافاصله شهرت فراوانی یافت. منتقدان در آن زمان به این نتیجه رسیدند که این کتاب کمک زیادی به روایت تاریخ مخفی و پشت پرده جنگ و همچنین روایت دوره پس از جنگ می‌کند و صراحت یاردلی در بیان عملیات‌های مخفیانه و اطلاعاتی را بسیار بیشتر از خاطراتی که تا آن زمان از مأموران مخفی اروپایی منتشر شده بود؛ ارزیابی کردند. این کتاب در ایالات متحده، ۱۷۹۳۱ نسخه فروخت. همچنین ۵۴۸۰ نسخه از آن در بریتانیا به فروش رفت. کتاب یاردلی به فرانسوی، سوئدی، ژاپنی و چینی ترجمه شد. نسخه ژاپنی کتاب او به فروش بی‌سابقه ۳۳۱۱۹ نسخه رسید.
با انتشار این کتاب برخی منابع و روش‌هایی که دولت ایالات متحده برای هک و رمزنگاری سیگنال‌ها و پیام‌ها استفاده می‌کرد؛ افشاء شد و امنیت آن‌ها در معرض خطر قرار گرفت. پس از انتشار کتاب ۱۹ کشور متوجه شدند که سیگنال‌های ارتباطی آن‌ها مورد رمزنگاری قرار گرفته است. تا آن زمان کشورها به فناوری دستگاه‌های ارتباطی پیشرفته مجهز نبودند و بسیاری از رمزنگاری‌های پس از جنگ جهانی اول با به دست آوردن نسخه‌هایی از تلگرام‌هایی که توسط دیپلمات‌ها جابجا می‌شد، به دست می‌آمد. ویلیام اف فریدمن، که پدر جمع‌آوری اطلاعات سیگنال‌های مدرن آمریکایی (SIGINT) به حساب می‌آید، از کتاب یاردلی به دلیل افشاء و به خطر انداختن منابع و روش‌ها و همچنین توصیف اغراق‌آمیز یاردلی از نقش خود در عملیات‌های توصیف شده؛ خشمگین شد.
یاردلی گمان می‌کرد پس از انتشار کتاب، دولت ایالات متحده دوباره تشکیلات رمزنگاری او را احیا می‌کند. اما ایالات متحده در پی آن بود که او را به دلیل افشای اسرار دولتی تحت تعقیب قرار دهد. با این حال یاردلی از نظر فنی قوانین موجود در مورد حفاظت از اسرار دولتی را نقض نکرده بود. کتاب دوم یاردلی با نام کدهای دیپلماتیک ژاپنی: ۱۹۲۱–۱۹۲۲، توسط ایالات متحده توقیف شد و با وجود اینکه از سال ۱۹۷۹ از طبقه‌بندی خارج شده است؛ اما تا کنون هرگز منتشر نشده است.

## میراث
یاردلی دیگر هیچگاه نتوانست اعتماد ایالات متحده را برای کار رمزنگاری جلب کند و در طول جنگ جهانی دوم صرفاً همکاری‌هایی با کانادا و چین داشت. با این حال، در سال ۱۹۹۹ جایگاهی به او در تالار افتخار آژانس امنیت ملی داده شد.
هیچ‌کدام از تلاش‌های بعدی یاردلی برای نوشتن کتاب به اندازه اتاق سیاه آمریکایی موفقیت‌آمیز نبود. او چندین مقاله و سه رمان جاسوسی/معمایی به نام‌های کنتس بلوند، خورشید سرخ نیپون و کلاغ‌ها همه جا سیاه هستند را منتشر کرد. او به‌عنوان نویسنده و مشاور فنی در چندین فیلم از جمله قرار ملاقات که بر اساس یکی از رمان‌های او به نام کنتس بلوند ساخته شده بود، همکاری کرد. یاردلی در سال ۱۹۵۷ کتاب آموزش بازی پوکر را نوشت که در آن آموزش پوکر را با استراتژی ریاضی شرح داد. کتاب در سال ۱۹۵۹ در بریتاتیا منتشر شد و یان فلمینگ مقدمه‌ای بر آن نوشت و فروش خوبی داشت. کتاب دیگری از خاطرات رمزنگاری یاردلی با عنوان اتاق سیاه چین، دربارهٔ دوران کار او در چین، در سال ۱۹۸۳ از طبقه‌بندی خارج و منتشر شد.
در آگوست ۱۹۵۸، یاردلی پس از سکته مغزی در واشینگتن، دی.سی. درگذشت. او در آرامستان ملی آرلینگتون به خاک سپرده شده است.
یاردلی یکی از اعضای تالار مشاهیر نظامی ایالات متحده است.

## فیلم‌شناسی
- قرار ملاقات (۱۹۳۵)، نویسنده. بر اساس کتاب کنتس بلوند نوشته خود او.
- جعل هویت بزرگ (۱۹۳۵)، همکار فیلم‌نامه‌نویس